# تل حوين
قرية تل حوين هي إحدى القرى التابعة لمركز الزقازيق في محافظة الشرقية في جمهورية مصر العربية. حسب إحصاءات سنة 2006، بلغ إجمالي السكان في تل حوين 10682 نسمة، منهم 5689 رجل و4993 امرأة.

## التاريخ
ذكرها علي مبارك في كتابه الخطط التوفيقية باسم "تل حاوين"، حيث ذكر أنها من قرى مديرية الشرقية بقسم القنيات، وأن بها مساجد وماكينة لسقي الزراعة، وأخرى لحلج القطن ونفض الكتان وتحتوي الأخيرة على قسم للصيانة، ومهنة أهلها الزراعة وتعدادهم 1354 نسمة، وجملة أراضيها 393 فدان.